# شون بالدوين
شون بالدوين (بالإنجليزية: Shawn Baldwin)‏ هو خبير مالي أمريكي، ولد في 26 فبراير 1966 في دايتون في الولايات المتحدة.